# Сура (повітряно-космічний літак)

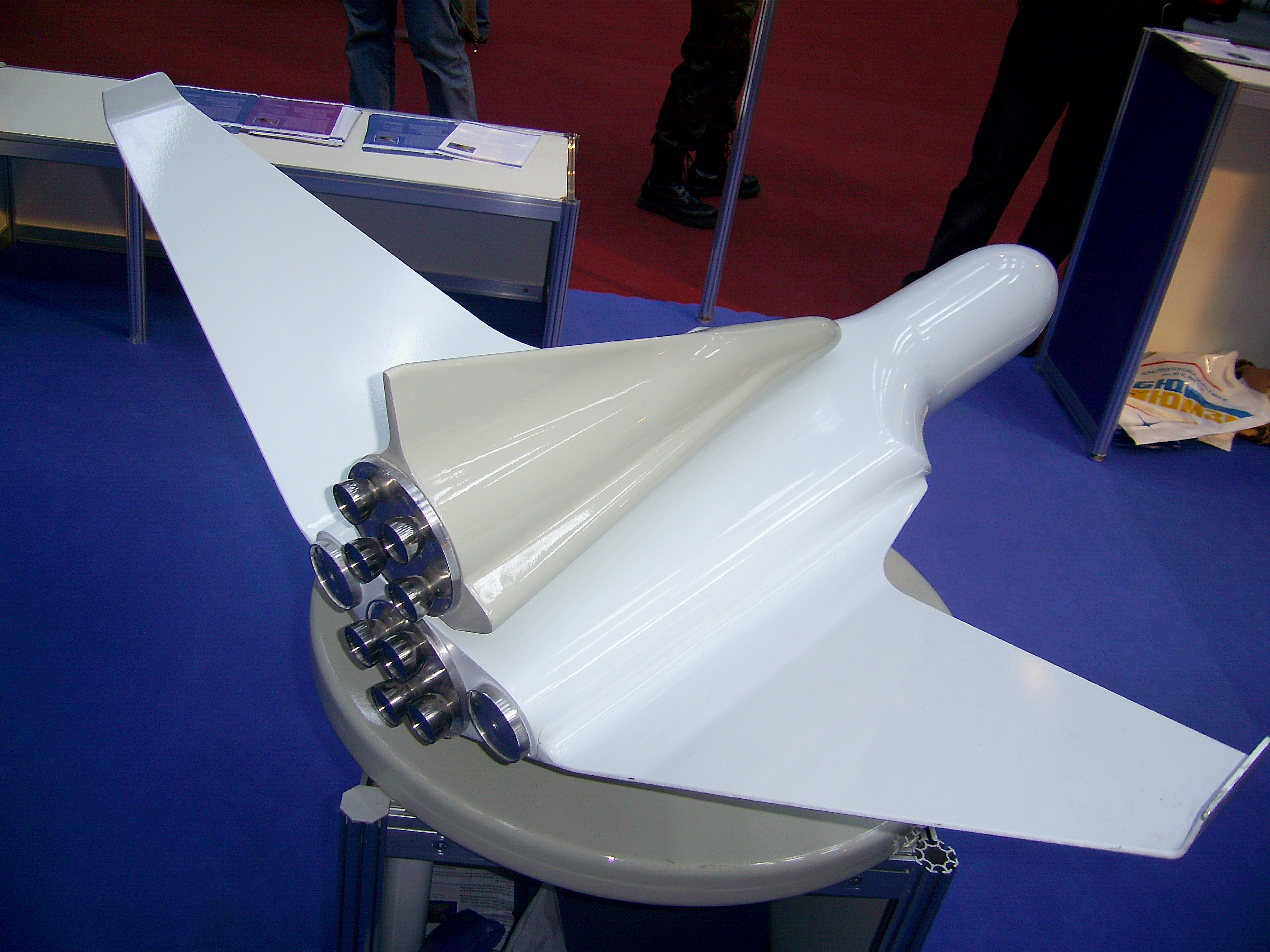

«Сура» — безпілотний транспортний багаторазовий повітряно-космічний літак (ПКЛ), призначений для виведення на навколоземну орбіту і повернення на Землю супутників й інших корисних вантажів.

## Опис
Повітряно-космічний літак двоступеневий. Повна маса — 48—50 т, повна тяга повітряно-реактивних і рідинних двигунів — 61,1—70,0 тс, довжина — 17 м, розмах крил — 14 м, висота — 6,6 м.
Перший ступінь може використовуватись автономно як вантажний суборбітальний літак. Другий — як космічний апарат, зокрема для міжпланетних польотів і експлуатації в атмосферах планет Сонячної системи.
Другий ступінь має вантажний відсік, корпус якого переміщується для виведення на орбіту або зняття з орбіти навколоземних супутників. Потім корпус повертається на місце для польоту в атмосфері. Теплозахист при вході в атмосферу на космічних швидкостях і русі обраною траєкторією дозволяє уникати перегріву.
Безпілотний варіант при максимальній швидкодії дозволяє знизити час перехідних процесів польоту до хвилин, секунд і мікросекунд. Застосування повітряно-реактивних двигунів і рідинних ракетних двигунів, що виготовляються серійно, дозволить скоротити час розробки втричі у порівнянні з аналогами, а вартість розробки знизити вдвічі (наприклад, у порівнянні з російським проєктом ТУ-2000).

## Конструктивні особливості
- ступені літака мають модульну конструкцію;
- відсутні елементи аеродинамічного керування;
- керування польотом здійснюється рідинними ракетними двигунами (РРД);
- використовуються переваги атмосфери (підіймальної сили крила й окислювача — кисню);
- застосовується «мінометний старт» для розділення ступенів і виведення вантажу на орбіту.

Конструктивні рішення ПКЛ дозволяють знизити вартість космічних запусків — планований показник питомої вартості запуску на орбіту висотою 300 км вантажу масою до 300 кг — $ 1000 за один кілограм.

## Галузь застосування
- виведення на навколоземну орбіту комерційних супутників зв'язку;
- космічні дослідження і дистанційне зондування Землі.

## Розробка
Концептуальна розробка на стадії патентування конструкції в Україні. Державне космічне агентство України займається цим проєктом, оскільки він може дозволити якісно розвинути вітчизняне ракетобудування. В рамках міжнародної співпраці існує проєкт «Black Sea», в співпраці з Туреччиною планується здійснювати запуски апаратів масою до 300 кг на невисокі опорні орбіти.